# 紀元前38世紀

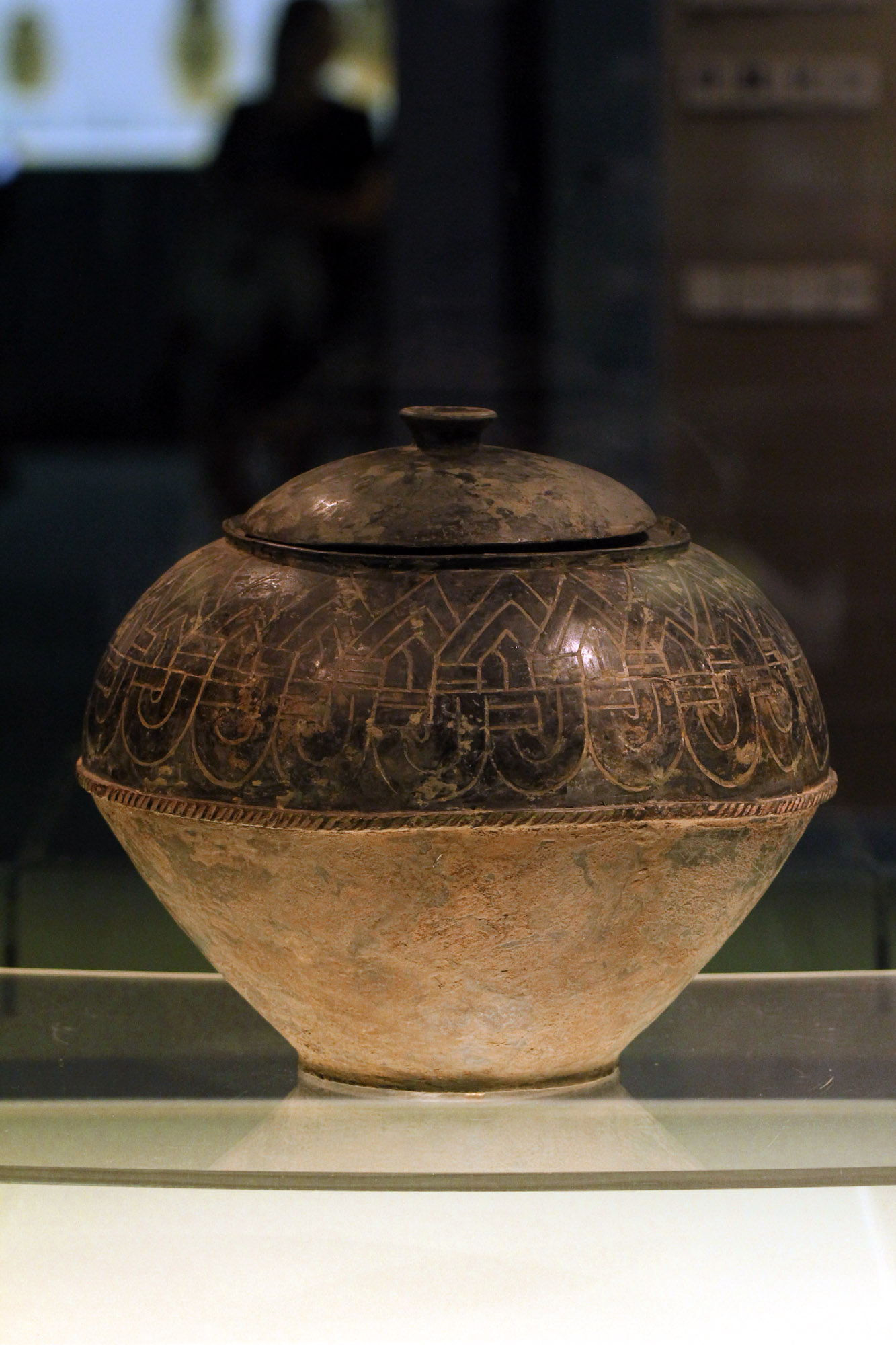
崧沢文化。中国浙江省から上海市長江下流太湖付近に存在していた紀元前4000年紀の文化。画像は連続する紋様が描かれた黒陶（上海博物館蔵）。

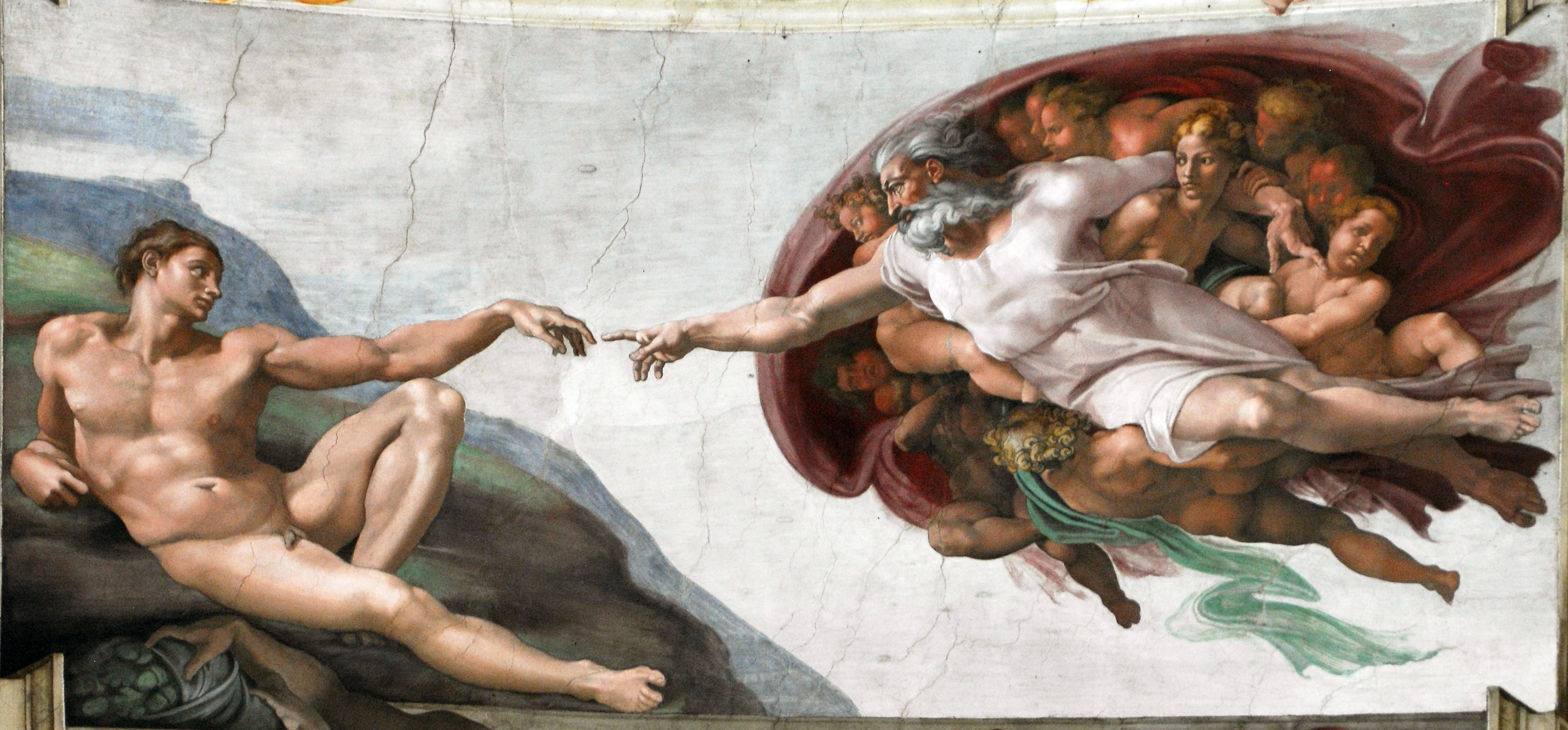
システィーナ礼拝堂にある、ミケランジェロの『最後の審判』

紀元前38世紀（きげんぜんさんじゅうはちせいき）は、西暦による紀元前3800年から紀元前3701年までの100年間を指す世紀。

## 出来事
- 下エジプトでマーディ・ブト文化が展開（ - 紀元前3400年頃）。
- スペイン・アンダルシア州マラガ県アンテケーラ近郊にあるメンガ支石墓とビエラ支石墓が建設される。
- ヘブライ神話によるとノアの洪水以前の時代。
- 紀元前3760年9月25日 - ユダヤ暦で天地創造の日。
- 紀元前3761年10月7日 - ユダヤ暦の起点。